# Râul Dragostele
Râul Dragostele este un curs de apă, afluent al Berzasca. 

## Hărți
- Harta Județului Caraș-Severin